# Anāgāmin
Anāgāmi è un concetto buddista. La sua origine è sanscrita. È composto da "an" per negare ed āgāmin; in devanagari गच्छति { गम् } gacchati, āgāmin è già coniugato in sanscrito ibrido buddista agāmi è in Pāli. Gacchati significa "ritornare". Nel Buddismo si usa per parlare di persone che sono mezzo-bodhi, persone che già hanno rotto le prime cinque "saṃyojana"; "catene che fanno che le mente comune soffra". Anāgāmi è qualcuno che, dopo la sua vita attuale "non ritorna nel mondo degli umani". Dopo la morte, rinasce nei mondi Śuddhāvāsa, un paradiso dove solamente anāgāmin vivono e raggiungono un vero bodhi.
I concetti in Pāli per tutte le saṃyojana (dal Pāli: catene) da cui un anāgāmin è libero sono:
1. Sakkāya-diṭṭhi - credere in ātman (Sanscrito: आत्मन्, in Pāli: atta); non capire anatta
2. Sīlabbata-parāmāsa - attaccamento a riti e rituali come una strada per essere liberi di dukkha
3. Vicikicchā - scetticismo e dubbi (nella strada scelta)
4. Kāma-rāga - anelo dei sensi
5. Byāpāda - odio e rabbia

Le catene (Pāli: saṃyojana) da cui un anāgāmin non è libero sono:
1. Rūpa-rāga - brama di una ottima vita materiale (le prime 4 dhyāna)
2. Arūpa-rāga - brama di una vita immateriale (le ultime 4 dhyāna)
3. Māna - presunzione
4. Uddhacca - ansia, insoddisfazione
5. Avijjā - ignoranza

"Anāgāmin" è il terzo di quattro stadi del Nirvana. "Anagami" si colloca a livello intermedio fra Sakadagami e Arahant.